# PhyreEngine
PhyreEngine је бесплатни покретач игре направљен од стране Sony Computer Entertainment компатабилан је са, PlayStation Portable, PlayStation Vita, PlayStation 3 и PlayStation 4. PhyreEngine је усвојен од стране неколико студија и коришћен је у преко 90 објављених наслова.
PhyreEngine је објављен као инсталациони пакет који укључује цео изворни код и Windows алатке, он је под сопственом флексибилном употребном лиценцом која омогућава свим PlayStation 3 креаторима игара, издавачима или алаткама па чак и посредним компанијама да израде софтвер на основу целог или делимичног кода PhyreEngine (покретача) на било којој платформи. Покретач користи софистициране технике паралелне обраде које су оптимизоване за "Synergistic Processor Unit" (SPU) за Cell Broadband покретач на PS3, али се може лако пренети на друге "multi-core" архитектуре.
PhyreEngine подржава OpenGL и Direct3D, поред ниског нивоа PS3 LibGCM библиотеке. Он пружа потпуно функционалне "шаблоне игре" као изворне кодове, укључујући подршку за Havok Complete XS, NVIDIA PhysX и Bullet за физику игре.

## Историја
PhyreEngine је лансиран током GDC 2008. године са новим могућностима (укључујући Deferred рендеровање) које су приказане током GDC 2009. године.
Верзија 2.40, објављена марта 2009. године, укључила је нови рендеринг систем “foliage" који доноси алатке и технологију за рендеровање ултра реалних стабала дрвећа и биљака који се лако интегришу унутар игре.
PSP верзија покретача је најављена од стране Sony на GDC 2010. године.
Верзија 3.0, објављена 2011. године, има нову и моћну новину - цевовод, комбинујући побољшане верзије већ снажних извозника, са моћним средством обраде које генерише оптимизована средства за сваку платформу. Такође, ново је и то што је "level editor" преписан, што омогућава далеко више избацивање података приступа да би се игре које користе PhyreEngine ауторизовале. У комбинацији са више приступачнијих API и много оријентисаних функционалности - укључујући подршку за ентитете, скрипте, интегрисану физику и навигационе компоненте, PhyreEngine 3.0 даје право програмерима да праве висококвалитетне наслове за веома кратко време и доста ниских трошкова. Такође, верзија 3.0 PhyreEngine добија подршку за PlayStation Vita.
PhyreEngine је био финалиста European Develop Industry Excellence Awards 2008 године. (унутар "Техничка иновација" категорије) и 2009 године (под "Покретач игре" категоријом).

## Листа издавача и игара који користе PhyreEngine (покретач)
| Издавачи игре                                                             | Назив игре                               | Година |
| ------------------------------------------------------------------------- | ---------------------------------------- | ------ |
| Acquire                                                                   | Akiba's Trip: Undead & Undressed         | 2013   |
| Alvion                                                                    | Malicious                                | 2010   |
| Big Ant Studios                                                           | Rugby League Live                        | 2010   |
| Big Ant Studios                                                           | AFL Live                                 | 2011   |
| Big Ant Studios                                                           | AFL Live: Game of the Year Edition       | 2012   |
| Biodroid                                                                  | Replika                                  | TBA    |
| Boolat Games                                                              | Topatoi                                  | 2009   |
| Capybara Games                                                            | Critter Crunch                           | 2009   |
| Codemasters                                                               | Colin McRae: Dirt                        | 2007   |
| Codemasters                                                               | Race Driver: Grid                        | 2008   |
| Compile Heart, Idea Factory, Gust Corporation, Nippon Ichi Software, Sega | Hyperdimension Neptunia                  | 2010   |
| Dennaton Games, Abstraction Games                                         | Hotline Miami                            | 2012   |
| Dennaton Games                                                            | Hotline Miami 2: Wrong Number            | 2015   |
| Doublesix Games                                                           | Burn Zombie Burn!                        | 2009   |
| Falcom                                                                    | Undisclosed PS3 and PS Vita games        | TBA    |
| Falcom                                                                    | Ys: Foliage Ocean in Celceta             | 2012   |
| Falcom                                                                    | Sen no Kiseki                            | 2013   |
| Falcom                                                                    | Sen no Kiseki II                         | 2014   |
| Falcom                                                                    | Tokyo Xanadu                             | 2015   |
| FluffyLogic                                                               | Savage Moon                              | 2008   |
| Game Republic                                                             | Catan                                    | 2008   |
| Gust Corporation                                                          | Atelier Rorona: The Alchemist of Arland  | 2009   |
| Gust Corporation                                                          | Ar tonelico Qoga: Knell of Ar Ciel       | 2010   |
| Gust Corporation                                                          | Atelier Totori: The Adventurer of Arland | 2010   |
| Gust Corporation                                                          | Atelier Meruru: The Apprentice of Arland | 2011   |
| Gust Corporation                                                          | Atelier Ayesha: The Alchemist of Dusk    | 2012   |
| HandCircus                                                                | Okabu                                    | 2011   |
| Iron Galaxy Studios                                                       | Divekick                                 | 2013   |
| Irem                                                                      | PachiPara DL Hyper Sea Story In Karibu   | 2008   |
| Irem                                                                      | Zettai Zetsumei Toshi 4: Summer Memories | 2011   |
| Ivent                                                                     | Strength of the Sword 3                  | 2013   |
| Metalhead Software                                                        | Super Mega Baseball                      | 2014   |
| Nippon Ichi Software, Idea Factory                                        | Trinity Universe                         | 2009   |
| Nippon Ichi Software                                                      | Last Rebellion                           | 2010   |
| Nippon Ichi Software                                                      | Disgaea 4: A Promise Unforgotten         | 2011   |
| Nippon Ichi Software                                                      | The Witch and The Hundred Knight         | 2013   |
| Project BC                                                                | Vacant Sky Awakening                     | TBA    |
| Red Hare Studios                                                          | Page Chronica                            | 2012   |
| Relevo Videogames                                                         | Baboon!                                  | 2015   |
| Sony Computer Entertainment                                               | Gravity Daze                             | 2011   |
| Seed Studios                                                              | Under Siege                              | 2011   |
| Sidhe Interactive                                                         | GripShift                                | 2007   |
| Sidhe Interactive                                                         | Shatter                                  | 2009   |
| thatgamecompany                                                           | flOw                                     | 2007   |
| thatgamecompany                                                           | Flower                                   | 2009   |
| thatgamecompany                                                           | Journey                                  | 2012   |
| VectorCell                                                                | Amy                                      | 2012   |
| VectorCell                                                                | Flashback                                | 2013   |
| Coldwood Interactive                                                      | Unravel                                  | TBA    |